# Miniere di Carona

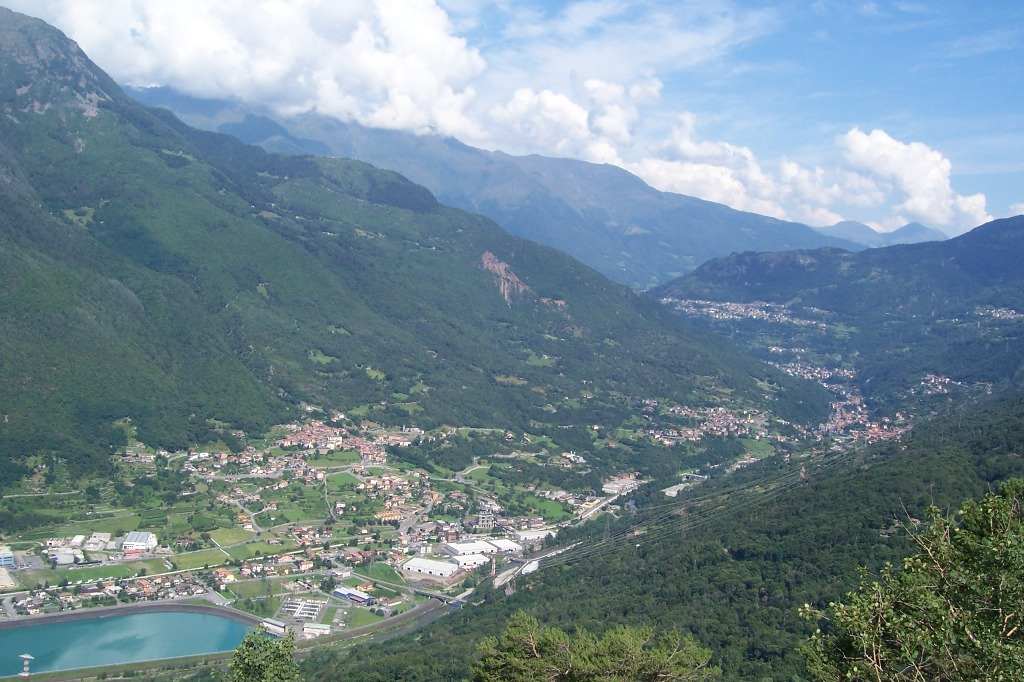
Panorama Sellero e Berzo Demo - Paspardo. Al centro dell'immagine sono visibili gli sterili di scarto giallastri delle miniere

Le miniere di Carona erano delle miniere di zolfo situate in località Carona sopra l'abitato di Sellero, in Val Camonica.

## Storia
Le prime attività estrattive a Carona iniziarono nel 1907 con il primo vero sfruttamento intensivo ad opera della ditta Curletti (passato poi alla ditta Cavalletti e alla Montecatini). Lo sfruttamento maggiore avvenne tra il 1908 e il periodo 1929 (estrazione)-1932 (smaltimento delle scorie). Solo con l'instaurazione del regime fascista e la campagna dell'autarchia si ritornò a scavare. Queste miniere furono chiuse definitivamente nel 1951.

## Il ciclo lavorativo
Il minerale veniva scavato praticando buchi nella roccia grazie lavoro dei minatori (mineur) e degli artificieri (fughì) che posavano l'esplosivo e si occupavano di farlo brillare. Gli operai lavoravano su turni di 8 ore ciascuno.
Visitando il sito si possono intravedere le corone di buchi praticati per ogni esplosione (volata). Tra un buco e l'altro ci sono circa 40 centimetri mentre le varie corone distano, approssimativamente, 60 centimetri l'una dall'altra. Si suppone che si facessero due volate per ogni turno. Dopo ogni esplosione entravano in azione gli addetti al trasporto, che si occupavano di trasferire (utilizzando dei carrelli oppure a spalla) il materiale estratto all'esterno della miniera.
Il complesso minerario era formato da una miniera detta "Madre" e da altre miniere dette "Nera", "Bianca" e "Rossa", successivamente furono scavati dei camini di collegamento tra la miniera Madre e le altre due miniere; il materiale che veniva estratto era gettato ed estratto mediante vagonetti dalla miniera Bianca.
All'esterno delle miniere si trovavano (si possono ancora oggi i resti diroccati) alcuni piccoli edifici che probabilmente erano adibiti a deposito degli attrezzi di comune uso con all'interno anche una forgia con la quale i fabbri riparavano gli stampi da mina e gli altri attrezzi usurati.
All'imbocco della galleria Bianca era installata una piattaforma girevole su cui venivano posti i carrelli carichi di estratto, che venivano poi agganciati ad un argano elettrico mediante un robusto cavo d'acciaio e calati lungo il piano inclinato fino giù nel grande piazzale.
In seguito il minerale veniva travasato dai carrelli in due grandi contenitori chiamati tramogge. Potenti frantoi frantumavano e sminuzzavano i grossi massi riducendoli in piccoli pezzettini.
Alcune donne cernivano uno ad uno i pezzi migliori e li posavano in secchi di ferro. Il materiale veniva poi spostato dalla parte opposta del piazzale, dove altre donne mettevano nei vagli il minerale, lo lavavano in capaci vasche, lo sistemavano su tavoli e se necessario, sceglievano le varie pezzature, infine il minerale caricato sulla gagliotta e trasportato alle stazioni ferroviarie di Cedegolo e Sellero. Da qui erano convogliati verso gli antichi forni fusori di Cerveno, Cemmo e Forno Allione. Quando non erano disponibili le gagliotte, il minerale veniva insaccato in robusti sacchetti di iuta e trasportato su dei normali carretti.